# Bolivia en la Copa América Femenina 2022
La Copa América Femenina 2022 llevó a cabo del 8 al 30 de julio Bolivia fue uno de los 10 participantes.

## Plantel
El 5 de julio, la FBF anunció a las 23 jugadoras.
DT:  Rosana Gómez
| No. | Pos. | Jugadora                | Fecha de nacimiento (edad)        | Apa. | Goles | Club                 |
| --- | ---- | ----------------------- | --------------------------------- | ---- | ----- | -------------------- |
| 1   | POR  | Kimberly López          | 17 de mayo de 2000 (22 años)      |      |       | Jorge Wilstermann    |
| 2   | DEF  | Yuditza Salvatierra     | 26 de abril de 2003 (19 años)     |      |       | Mundo Futuro         |
| 3   | DEL  | Olga Sandoval           | 16 de noviembre de 1992 (29 años) |      |       | Real Tomayapo        |
| 4   | DEF  | Jhylian Mamani          | 29 de diciembre de 2004 (17 años) |      |       | The Strongest        |
| 5   | MED  | Érika Salvatierra       | 3 de mayo de 1990 (32 años)       |      |       | Águilas              |
| 6   | DEF  | María Alejandra Vaquero | 23 de enero de 1992 (30 años)     |      |       | Deportivo Ita        |
| 7   | MED  | Ana Paula Rojas         | 17 de julio de 1997 (24 años)     |      |       | Astor                |
| 8   | MED  | Paola Guzmán            | 12 de junio de 1998 (24 años)     |      |       | Viajes InterRías FF  |
| 9   | DEL  | Marlene Flores          | 23 de abril de 2001 (21 años)     |      |       | Real Tomayapo        |
| 11  | DEL  | Ilsen Rodríguez         | 30 de enero de 1994 (28 años)     |      |       | Always Ready         |
| 12  | POR  | Daniela Salguero        | 30 de noviembre de 1992 (29 años) |      |       | Exótico Premium      |
| 13  | DEF  | Ericka Morales          | 17 de diciembre de 1994 (27 años) |      |       | Mundo Futuro         |
| 14  | DEF  | Ariani Melgar           | 7 de abril de 2002 (20 años)      |      |       | Santa Cruz FC        |
| 15  | DEF  | Aidé Mendiola           | 14 de noviembre de 2000 (21 años) |      |       | Mundo Futuro         |
| 16  | MED  | Samantha Alurralde      | 4 de enero de 2004 (18 años)      |      |       | The Strongest        |
| 18  | MED  | Yoselín Basualde        | 15 de marzo de 2000 (22 años)     |      |       | Jorge Wilstermann    |
| 19  | DEL  | Majhely Romero          | 20 de enero de 2003 (19 años)     |      |       | Blooming             |
| 20  | DEL  | Alizia Bejarano         | 8 de junio de 2000 (22 años)      |      |       | Inter Stars Rush     |
| 21  | DEL  | Marilin Rojas           | 5 de junio de 1998 (24 años)      |      |       | Oriente Petrolero    |
| 22  | MED  | Brandy Flores           | 4 de octubre de 1999 (22 años)    |      |       | Jorge Wilstermann    |
| 23  | POR  | Alba Salazar            | 17 de febrero de 2005 (17 años)   |      |       | Son Sardina Atlético |

## Participación

### Partidos
| Fecha       | Lugar | Instancia      | Local    |                     | Resultado |                     | Visitante |
| ----------- | ----- | -------------- | -------- | ------------------- | --------- | ------------------- | --------- |
| 8 de julio  | Cali  | Fase de grupos | Bolivia  | Bandera de Bolivia  | 1:6 (0:3) | Bandera de Ecuador  | Ecuador   |
| 11 de julio | Cali  | Fase de grupos | Bolivia  | Bandera de Bolivia  | 0:3 (0:1) | Bandera de Colombia | Colombia  |
| 14 de julio | Cali  | Fase de grupos | Paraguay | Bandera de Paraguay | 2:0 (1:0) | Bandera de Bolivia  | Bolivia   |
| 17 de julio | Cali  | Fase de grupos | Chile    | Bandera de Chile    | 5:0 (4:0) | Bandera de Bolivia  | Bolivia   |

### Fase de grupos - Grupo A
| Equipo   | Pts | PJ | PG | PE | PP | GF | GC | Dif |
| -------- | --- | -- | -- | -- | -- | -- | -- | --- |
| Colombia | 12  | 4  | 4  | 0  | 0  | 13 | 3  | 10  |
| Paraguay | 9   | 4  | 3  | 0  | 1  | 9  | 7  | 2   |
| Chile    | 6   | 4  | 2  | 0  | 2  | 9  | 8  | 1   |
| Ecuador  | 3   | 4  | 1  | 0  | 3  | 9  | 7  | 2   |
| Bolivia  | 0   | 4  | 0  | 0  | 4  | 1  | 16 | -15 |

     — Clasificado para las semifinales.

     — Clasificado para la definición por el quinto puesto.

#### Bolivia vs. Ecuador
| 8 de julio de 2022, 16:00 | Bolivia            | 1:6 (0:3)                     | Ecuador                                                                         | Estadio Pascual Guerrero, Cali                          |                                                         |
|                           | É. Salvatierra 59' | CONMEBOL Reporte FIFA Reporte | Bolaños 19', 90+4' · Pesántes 37' · Aguirre 41' · Lattanzio 70' · Espinales 76' | Asistencia: 7 000 espectadores Árbitra: Anahí Fernández | Asistencia: 7 000 espectadores Árbitra: Anahí Fernández |

| 1           | Guardameta     | Kimberly López          |     |
| 14          | Defensa        | Ariani Melgar           | 46' |
| 6           | Defensa        | María Alejandra Vaquero |     |
| 2           | Defensa        | Yuditza Salvatierra     | 46' |
| 13          | Defensa        | Ericka Morales          |     |
| 18          | Centrocampista | Yoselín Basualde        | 54' |
| 7           | Centrocampista | Ana Paula Rojas         |     |
| 5           | Centrocampista | Érika Salvatierra       |     |
| 16          | Centrocampista | Samantha Alurralde      |     |
| 8           | Centrocampista | Paola Guzmán            | 46' |
| 9           | Delantero      | Marlene Flores          | 46' |
| Entrenadora | Entrenadora    | Rosana Gómez            |     |

| 12          | Guardameta     | Andrea Morán       | 81' |
| 19          | Defensa        | Kerlly Real        |     |
| 5           | Defensa        | Erika Gracia       |     |
| 16          | Defensa        | Ligia Moreira      | 64' |
| 14          | Defensa        | Danna Pesántes     |     |
| 4           | Centrocampista | Stefany Cedeño     |     |
| 8           | Centrocampista | Marthina Aguirre   | 46' |
| 10          | Centrocampista | Karen Flores       |     |
| 11          | Centrocampista | Ámbar Torres       | 65' |
| 21          | Centrocampista | Giannina Lattanzio | 74' |
| 9           | Delantero      | Nayely Bolaños     |     |
| Entrenadora | Entrenadora    | Emily Lima         |     |

| 21 | Delantero  | Marilin Rojas   | 46' |
| 15 | Defensa    | Aidé Mendiola   | 46' |
| 4  | Defensa    | Jhylian Mamani  | 46' |
| 20 | Delantero  | Alizia Bejarano | 46' |
| 23 | Guardameta | Alba Salazar    | 54' |

| 18 | Centrocampista | Belén Aragón      | 46' |
| 2  | Defensa        | Suany Fajardo     | 64' |
| 13 | Delantero      | Nicole Charcopa   | 65' |
| 17 | Centrocampista | Joselyn Espinales | 74' |
| 1  | Guardameta     | Andrea Vera       | 81' |

| Anotado | 59' | Érika Salvatierra | 1:3 |

| Anotado | 19'   | Nayely Bolaños     | 0:1 |
| Anotado | 37'   | Danna Pesántes     | 0:2 |
| Anotado | 41'   | Marthina Aguirre   | 0:3 |
| Anotado | 70'   | Giannina Lattanzio | 1:4 |
| Anotado | 76'   | Joselyn Espinales  | 1:5 |
| Anotado | 90+4' | Nayely Bolaños     | 1:6 |

| Amonestado | 58' | Ligia Moreira   |
| Amonestado | 80' | Nicole Charcopa |

| Expulsado | 52' | Kimberly López |

| Árbitra             | Edina Alves Batista |
| Árbitras asistentes | Luciana Mascaraña   |
| Árbitras asistentes | Adela Sánchez       |
| Cuarta árbitra      | Yercinia Correa     |

| 1           | Guardameta     | Kimberly López          |     |
| 14          | Defensa        | Ariani Melgar           | 46' |
| 6           | Defensa        | María Alejandra Vaquero |     |
| 2           | Defensa        | Yuditza Salvatierra     | 46' |
| 13          | Defensa        | Ericka Morales          |     |
| 18          | Centrocampista | Yoselín Basualde        | 54' |
| 7           | Centrocampista | Ana Paula Rojas         |     |
| 5           | Centrocampista | Érika Salvatierra       |     |
| 16          | Centrocampista | Samantha Alurralde      |     |
| 8           | Centrocampista | Paola Guzmán            | 46' |
| 9           | Delantero      | Marlene Flores          | 46' |
| Entrenadora | Entrenadora    | Rosana Gómez            |     |

| 12          | Guardameta     | Andrea Morán       | 81' |
| 19          | Defensa        | Kerlly Real        |     |
| 5           | Defensa        | Erika Gracia       |     |
| 16          | Defensa        | Ligia Moreira      | 64' |
| 14          | Defensa        | Danna Pesántes     |     |
| 4           | Centrocampista | Stefany Cedeño     |     |
| 8           | Centrocampista | Marthina Aguirre   | 46' |
| 10          | Centrocampista | Karen Flores       |     |
| 11          | Centrocampista | Ámbar Torres       | 65' |
| 21          | Centrocampista | Giannina Lattanzio | 74' |
| 9           | Delantero      | Nayely Bolaños     |     |
| Entrenadora | Entrenadora    | Emily Lima         |     |

| 21 | Delantero  | Marilin Rojas   | 46' |
| 15 | Defensa    | Aidé Mendiola   | 46' |
| 4  | Defensa    | Jhylian Mamani  | 46' |
| 20 | Delantero  | Alizia Bejarano | 46' |
| 23 | Guardameta | Alba Salazar    | 54' |

| 18 | Centrocampista | Belén Aragón      | 46' |
| 2  | Defensa        | Suany Fajardo     | 64' |
| 13 | Delantero      | Nicole Charcopa   | 65' |
| 17 | Centrocampista | Joselyn Espinales | 74' |
| 1  | Guardameta     | Andrea Vera       | 81' |

| Anotado | 59' | Érika Salvatierra | 1:3 |

| Anotado | 19'   | Nayely Bolaños     | 0:1 |
| Anotado | 37'   | Danna Pesántes     | 0:2 |
| Anotado | 41'   | Marthina Aguirre   | 0:3 |
| Anotado | 70'   | Giannina Lattanzio | 1:4 |
| Anotado | 76'   | Joselyn Espinales  | 1:5 |
| Anotado | 90+4' | Nayely Bolaños     | 1:6 |

| Amonestado | 58' | Ligia Moreira   |
| Amonestado | 80' | Nicole Charcopa |

| Expulsado | 52' | Kimberly López |

| Árbitra             | Edina Alves Batista |
| Árbitras asistentes | Luciana Mascaraña   |
| Árbitras asistentes | Adela Sánchez       |
| Cuarta árbitra      | Yercinia Correa     |

| Estadísticas      | Bandera de Bolivia | Bandera de Ecuador |
| Tiros             | 10                 | 16                 |
| Tiros a puerta    | 4                  | 9                  |
| Faltas            | 4                  | 10                 |
| Saques de esquina | 0                  | 9                  |
| Penaltis          | 0                  | 0                  |
| Fueras de juego   | 1                  | 6                  |
| Posesión de balón | 40%                | 60%                |

#### Bolivia vs. Colombia
| 11 de julio de 2022, 19:00 | Bolivia | 0:3 (0:1)                     | Colombia                                       | Estadio Pascual Guerrero, Cali                             |                                                            |
|                            |         | CONMEBOL Reporte FIFA Reporte | Santos 21' · Morales 70' (a.g.) · D. Arias 78' | Asistencia: 16 667 espectadores Árbitra: Elizabeth Tintaya | Asistencia: 16 667 espectadores Árbitra: Elizabeth Tintaya |

| 23          | Guardameta     | Alba Salazar        |       |
| 3           | Defensa        | Olga Sandoval       | 90+1' |
| 15          | Defensa        | Aidé Mendiola       | 90+1' |
| 13          | Defensa        | Ericka Morales      |       |
| 2           | Defensa        | Yuditza Salvatierra | 68'   |
| 18          | Defensa        | Yoselín Basualde    |       |
| 22          | Centrocampista | Brandy Flores       | 65'   |
| 5           | Centrocampista | Érika Salvatierra   |       |
| 16          | Centrocampista | Samantha Alurralde  |       |
| 7           | Centrocampista | Ana Paula Rojas     |       |
| 21          | Delantero      | Marilin Rojas       | 90+1' |
| Entrenadora | Entrenadora    | Rosana Gómez        |       |

| 1          | Guardameta     | Catalina Pérez   |       |
| 20         | Defensa        | Mónica Ramos     |       |
| 3          | Defensa        | Daniela Arias    |       |
| 19         | Defensa        | Jorelyn Carabalí |       |
| 2          | Defensa        | Manuela Vanegas  |       |
| 6          | Centrocampista | Daniela Montoya  |       |
| 5          | Centrocampista | Lorena Bedoya    | 58'   |
| 4          | Centrocampista | Diana Ospina     | 90+1' |
| 10         | Centrocampista | Leicy Santos     | 90+7' |
| 18         | Centrocampista | Linda Caicedo    | 90+7' |
| 11         | Delantero      | Catalina Usme    | 90'   |
| Entrenador | Entrenador     | Nelson Abadía    |       |

| 19 | Delantero | Majhely Romero  | 65'   |
| 14 | Defensa   | Ariani Melgar   | 68'   |
| 4  | Defensa   | Jhylian Mamani  | 90+1' |
| 11 | Delantero | Ilsen Rodríguez | 90+1' |
| 20 | Delantero | Alizia Bejarano | 90+1' |

| 9  | Delantero      | Mayra Ramírez   | 58'   |
| 7  | Delantero      | Gisela Robledo  | 90'   |
| 17 | Defensa        | Carolina Arias  | 90+1' |
| 23 | Delantero      | Elexa Bahr      | 90+7' |
| 8  | Centrocampista | Angie Castañeda | 90+7' |

| Anotado           | 21' | Leicy Santos   | 0:1 |
| Anotado · Autogol | 70' | Ericka Morales | 0:2 |
| Anotado           | 78' | Daniela Arias  | 0:3 |

| Amonestado | 54' | Lorena Bedoya |
| Amonestado | 88' | Diana Ospina  |

| Árbitra             | Elizabeth Tintaya   |
| Árbitras asistentes | Gabriela Moreno     |
| Árbitras asistentes | Vera Yupanqui       |
| Cuarta árbitra      | Edina Alves Batista |

| 23          | Guardameta     | Alba Salazar        |       |
| 3           | Defensa        | Olga Sandoval       | 90+1' |
| 15          | Defensa        | Aidé Mendiola       | 90+1' |
| 13          | Defensa        | Ericka Morales      |       |
| 2           | Defensa        | Yuditza Salvatierra | 68'   |
| 18          | Defensa        | Yoselín Basualde    |       |
| 22          | Centrocampista | Brandy Flores       | 65'   |
| 5           | Centrocampista | Érika Salvatierra   |       |
| 16          | Centrocampista | Samantha Alurralde  |       |
| 7           | Centrocampista | Ana Paula Rojas     |       |
| 21          | Delantero      | Marilin Rojas       | 90+1' |
| Entrenadora | Entrenadora    | Rosana Gómez        |       |

| 1          | Guardameta     | Catalina Pérez   |       |
| 20         | Defensa        | Mónica Ramos     |       |
| 3          | Defensa        | Daniela Arias    |       |
| 19         | Defensa        | Jorelyn Carabalí |       |
| 2          | Defensa        | Manuela Vanegas  |       |
| 6          | Centrocampista | Daniela Montoya  |       |
| 5          | Centrocampista | Lorena Bedoya    | 58'   |
| 4          | Centrocampista | Diana Ospina     | 90+1' |
| 10         | Centrocampista | Leicy Santos     | 90+7' |
| 18         | Centrocampista | Linda Caicedo    | 90+7' |
| 11         | Delantero      | Catalina Usme    | 90'   |
| Entrenador | Entrenador     | Nelson Abadía    |       |

| 19 | Delantero | Majhely Romero  | 65'   |
| 14 | Defensa   | Ariani Melgar   | 68'   |
| 4  | Defensa   | Jhylian Mamani  | 90+1' |
| 11 | Delantero | Ilsen Rodríguez | 90+1' |
| 20 | Delantero | Alizia Bejarano | 90+1' |

| 9  | Delantero      | Mayra Ramírez   | 58'   |
| 7  | Delantero      | Gisela Robledo  | 90'   |
| 17 | Defensa        | Carolina Arias  | 90+1' |
| 23 | Delantero      | Elexa Bahr      | 90+7' |
| 8  | Centrocampista | Angie Castañeda | 90+7' |

| Anotado           | 21' | Leicy Santos   | 0:1 |
| Anotado · Autogol | 70' | Ericka Morales | 0:2 |
| Anotado           | 78' | Daniela Arias  | 0:3 |

| Amonestado | 54' | Lorena Bedoya |
| Amonestado | 88' | Diana Ospina  |

| Árbitra             | Elizabeth Tintaya   |
| Árbitras asistentes | Gabriela Moreno     |
| Árbitras asistentes | Vera Yupanqui       |
| Cuarta árbitra      | Edina Alves Batista |

| Estadísticas      | Bandera de Bolivia | Bandera de Colombia |
| Tiros             | 5                  | 26                  |
| Tiros a puerta    | 1                  | 8                   |
| Faltas            | 8                  | 12                  |
| Saques de esquina | 2                  | 15                  |
| Penaltis          | 0                  | 1                   |
| Fueras de juego   | 1                  | 3                   |
| Posesión de balón | 31%                | 69%                 |

#### Paraguay vs. Bolivia
| 14 de julio de 2022, 16:00 | Paraguay                        | 2:0 (1:0)                     | Bolivia | Estadio Pascual Guerrero, Cali                        |                                                       |
|                            | R. Martínez 10' · Fernández 71' | CONMEBOL Reporte FIFA Reporte |         | Asistencia: 500 espectadores Árbitra: Anahí Fernández | Asistencia: 500 espectadores Árbitra: Anahí Fernández |

| 12         | Guardameta     | Alicia Bobadilla  |     |
| 4          | Defensa        | Daysy Bareiro     |     |
| 5          | Defensa        | Verónica Riveros  |     |
| 21         | Defensa        | María Martínez    |     |
| 2          | Defensa        | Limpia Fretes     |     |
| 7          | Centrocampista | Fabiola Sandoval  | 46' |
| 15         | Centrocampista | Fanny Godoy       | 75' |
| 11         | Centrocampista | Fany Gauto        | 82' |
| 16         | Centrocampista | Ramona Martínez   | 75' |
| 9          | Delantero      | Lice Chamorro     |     |
| 19         | Delantero      | Rebeca Fernández  | 82' |
| Entrenador | Entrenador     | Marcello Frigério |     |

| 23          | Guardameta     | Alba Salazar        |     |
| 18          | Defensa        | Yoselín Basualde    |     |
| 2           | Defensa        | Yuditza Salvatierra | 23' |
| 13          | Defensa        | Ericka Morales      |     |
| 15          | Defensa        | Aidé Mendiola       |     |
| 3           | Defensa        | Olga Sandoval       |     |
| 7           | Centrocampista | Ana Paula Rojas     |     |
| 22          | Centrocampista | Brandy Flores       | 46' |
| 5           | Centrocampista | Érika Salvatierra   |     |
| 9           | Delantero      | María José Urrutia  | 80' |
| 21          | Delantero      | Marilin Rojas       |     |
| Entrenadora | Entrenadora    | Rosana Gómez        |     |

| 23 | Centrocampista | Fátima Acosta     | 46' |
| 18 | Centrocampista | Camila Arrieta    | 75' |
| 6  | Defensa        | Dulce Quintana    | 75' |
| 8  | Centrocampista | Rosa Miño         | 82' |
| 17 | Delantero      | Gloria Villamayor | 82' |

| 11 | Delantero      | Ilsen Rodríguez | 23' |
| 8  | Centrocampista | Paola Guzmán    | 46' |
| 20 | Delantero      | Alizia Bejarano | 80' |

| Anotado | 10' | Ramona Martínez  | 1:0 |
| Anotado | 71' | Rebeca Fernández | 2:0 |

| Amonestado | 50' | Alicia Bobadilla  |
| Amonestado | 88' | Gloria Villamayor |

| Amonestado | 34' | Aidé Mendiola |
| Amonestado | 60' | Paola Guzmán  |

| Árbitra             | Anahí Fernández   |
| Árbitras asistentes | Luciana Mascarana |
| Árbitras asistentes | Adela Sanchez     |
| Cuarta árbitra      | Elizabeth Tintaya |

| 12         | Guardameta     | Alicia Bobadilla  |     |
| 4          | Defensa        | Daysy Bareiro     |     |
| 5          | Defensa        | Verónica Riveros  |     |
| 21         | Defensa        | María Martínez    |     |
| 2          | Defensa        | Limpia Fretes     |     |
| 7          | Centrocampista | Fabiola Sandoval  | 46' |
| 15         | Centrocampista | Fanny Godoy       | 75' |
| 11         | Centrocampista | Fany Gauto        | 82' |
| 16         | Centrocampista | Ramona Martínez   | 75' |
| 9          | Delantero      | Lice Chamorro     |     |
| 19         | Delantero      | Rebeca Fernández  | 82' |
| Entrenador | Entrenador     | Marcello Frigério |     |

| 23          | Guardameta     | Alba Salazar        |     |
| 18          | Defensa        | Yoselín Basualde    |     |
| 2           | Defensa        | Yuditza Salvatierra | 23' |
| 13          | Defensa        | Ericka Morales      |     |
| 15          | Defensa        | Aidé Mendiola       |     |
| 3           | Defensa        | Olga Sandoval       |     |
| 7           | Centrocampista | Ana Paula Rojas     |     |
| 22          | Centrocampista | Brandy Flores       | 46' |
| 5           | Centrocampista | Érika Salvatierra   |     |
| 9           | Delantero      | María José Urrutia  | 80' |
| 21          | Delantero      | Marilin Rojas       |     |
| Entrenadora | Entrenadora    | Rosana Gómez        |     |

| 23 | Centrocampista | Fátima Acosta     | 46' |
| 18 | Centrocampista | Camila Arrieta    | 75' |
| 6  | Defensa        | Dulce Quintana    | 75' |
| 8  | Centrocampista | Rosa Miño         | 82' |
| 17 | Delantero      | Gloria Villamayor | 82' |

| 11 | Delantero      | Ilsen Rodríguez | 23' |
| 8  | Centrocampista | Paola Guzmán    | 46' |
| 20 | Delantero      | Alizia Bejarano | 80' |

| Anotado | 10' | Ramona Martínez  | 1:0 |
| Anotado | 71' | Rebeca Fernández | 2:0 |

| Amonestado | 50' | Alicia Bobadilla  |
| Amonestado | 88' | Gloria Villamayor |

| Amonestado | 34' | Aidé Mendiola |
| Amonestado | 60' | Paola Guzmán  |

| Árbitra             | Anahí Fernández   |
| Árbitras asistentes | Luciana Mascarana |
| Árbitras asistentes | Adela Sanchez     |
| Cuarta árbitra      | Elizabeth Tintaya |

| Estadísticas      | Bandera de Paraguay | Bandera de Bolivia |
| Tiros             | 28                  | 6                  |
| Tiros a puerta    | 13                  | 3                  |
| Faltas            | 13                  | 1                  |
| Saques de esquina | 9                   | 1                  |
| Penaltis          | 0                   | 0                  |
| Fueras de juego   | 3                   | 2                  |
| Posesión de balón | 63%                 | 37%                |

#### Chile vs. Bolivia
| 17 de julio de 2022, 16:00 | Chile                                                            | 5:0 (4:0)                     | Bolivia | Estadio Pascual Guerrero, Cali                          |                                                         |
|                            | Lara 7', 45+1' · É Salvatierra 14' · Y. López 17' · Valencia 76' | CONMEBOL Reporte FIFA Reporte |         | Asistencia: 800 espectadores Árbitra: Elizabeth Tintaya | Asistencia: 800 espectadores Árbitra: Elizabeth Tintaya |

| 1          | Guardameta     | Christiane Endler   |     |
| 17         | Defensa        | Javiera Toro        |     |
| 18         | Defensa        | Camila Sáez         |     |
| 6          | Defensa        | Nayadet López Opazo | 72' |
| 21         | Defensa        | Rosario Balmaceda   |     |
| 4          | Centrocampista | Francisca Lara      | 60' |
| 8          | Centrocampista | Karen Araya         |     |
| 11         | Centrocampista | Yessenia López      | 61' |
| 2          | Delantero      | Valentina Navarrete |     |
| 13         | Delantero      | Javiera Grez        | 46' |
| 15         | Delantero      | Daniela Zamora      | 46' |
| Entrenador | Entrenador     | José Letelier       |     |

| 1           | Guardameta     | Kimberly López     |     |
| 18          | Defensa        | Yoselín Basualde   |     |
| 15          | Defensa        | Aidé Mendiola      |     |
| 13          | Defensa        | Ericka Morales     |     |
| 3           | Defensa        | Olga Sandoval      | 46' |
| 7           | Centrocampista | Ana Paula Rojas    |     |
| 16          | Centrocampista | Samantha Alurralde |     |
| 5           | Centrocampista | Érika Salvatierra  |     |
| 22          | Centrocampista | Brandy Flores      |     |
| 9           | Delantero      | Marlene Flores     | 81' |
| 21          | Delantero      | Marilin Rojas      |     |
| Entrenadora | Entrenadora    | Rosana Gómez       |     |

| 19 | Delantero      | María José Rojas         | 46' |
| 22 | Delantero      | Mary Valencia            | 46' |
| 5  | Defensa        | Fernanda Ramírez Mellado | 60' |
| 20 | Centrocampista | Yastin Jiménez           | 61' |
| 9  | Delantero      | María José Urrutia       | 72' |

| 11 | Delantero | Ilsen Rodríguez | 46' |
| 20 | Delantero | Alizia Bejarano | 81' |

| Anotado           | 7'    | Francisca Lara    | 1:0 |
| Anotado · Autogol | 14'   | Érika Salvatierra | 2:0 |
| Anotado           | 17'   | Yessenia López    | 3:0 |
| Anotado           | 45+1' | Francisca Lara    | 4:0 |
| Anotado           | 76'   | Mary Valencia     | 5:0 |

| Amonestado | 78' | Javiera Toro |

| Amonestado | 90+1' | Aidé Mendiola |

| Árbitra             | Elizabeth Tintaya |
| Árbitras asistentes | Gabriela Moreno   |
| Árbitras asistentes | Vera Yupanqui     |
| Cuarta árbitra      | Yercinia Correa   |

| 1          | Guardameta     | Christiane Endler   |     |
| 17         | Defensa        | Javiera Toro        |     |
| 18         | Defensa        | Camila Sáez         |     |
| 6          | Defensa        | Nayadet López Opazo | 72' |
| 21         | Defensa        | Rosario Balmaceda   |     |
| 4          | Centrocampista | Francisca Lara      | 60' |
| 8          | Centrocampista | Karen Araya         |     |
| 11         | Centrocampista | Yessenia López      | 61' |
| 2          | Delantero      | Valentina Navarrete |     |
| 13         | Delantero      | Javiera Grez        | 46' |
| 15         | Delantero      | Daniela Zamora      | 46' |
| Entrenador | Entrenador     | José Letelier       |     |

| 1           | Guardameta     | Kimberly López     |     |
| 18          | Defensa        | Yoselín Basualde   |     |
| 15          | Defensa        | Aidé Mendiola      |     |
| 13          | Defensa        | Ericka Morales     |     |
| 3           | Defensa        | Olga Sandoval      | 46' |
| 7           | Centrocampista | Ana Paula Rojas    |     |
| 16          | Centrocampista | Samantha Alurralde |     |
| 5           | Centrocampista | Érika Salvatierra  |     |
| 22          | Centrocampista | Brandy Flores      |     |
| 9           | Delantero      | Marlene Flores     | 81' |
| 21          | Delantero      | Marilin Rojas      |     |
| Entrenadora | Entrenadora    | Rosana Gómez       |     |

| 19 | Delantero      | María José Rojas         | 46' |
| 22 | Delantero      | Mary Valencia            | 46' |
| 5  | Defensa        | Fernanda Ramírez Mellado | 60' |
| 20 | Centrocampista | Yastin Jiménez           | 61' |
| 9  | Delantero      | María José Urrutia       | 72' |

| 11 | Delantero | Ilsen Rodríguez | 46' |
| 20 | Delantero | Alizia Bejarano | 81' |

| Anotado           | 7'    | Francisca Lara    | 1:0 |
| Anotado · Autogol | 14'   | Érika Salvatierra | 2:0 |
| Anotado           | 17'   | Yessenia López    | 3:0 |
| Anotado           | 45+1' | Francisca Lara    | 4:0 |
| Anotado           | 76'   | Mary Valencia     | 5:0 |

| Amonestado | 78' | Javiera Toro |

| Amonestado | 90+1' | Aidé Mendiola |

| Árbitra             | Elizabeth Tintaya |
| Árbitras asistentes | Gabriela Moreno   |
| Árbitras asistentes | Vera Yupanqui     |
| Cuarta árbitra      | Yercinia Correa   |

| Estadísticas      | Bandera de Chile | Bandera de Bolivia |
| Tiros             | 20               | 10                 |
| Tiros a puerta    | 10               | 3                  |
| Faltas            | 15               | 9                  |
| Saques de esquina | 6                | 12                 |
| Penaltis          | 0                | 0                  |
| Fueras de juego   | 8                | 2                  |
| Posesión de balón | 61%              | 39%                |